# Скарманьйо
Скарманьо (італ. Scarmagno, п'єм. Scarmagn) — муніципалітет в Італії, у регіоні П'ємонт,  метрополійне місто Турин.
Скарманьо розташоване на відстані близько 540 км на північний захід від Рима, 37 км на північ від Турина.
Населення — 840 осіб (2014).
Покровитель — святий Михайло.

## Демографія
Населення за роками:

Станом на 1 січня 2023 року в муніципалітеті офіційно проживало 48 іноземців з 13 країн, серед них 27 громадян країн Євросоюзу.

## Сусідні муніципалітети
- Кучельйо
- Мерченаско
- Монталенге
- Пероза-Канавезе
- Романо-Канавезе
- Сан-Мартіно-Канавезе
- Віальфре